# Ошмарка (деревня)
Ошмарка — деревня в Тавдинском городском округе Свердловской области России.

## Географическое положение
Деревня Ошмарка муниципального образования «Тавдинском городском округе» Свердловской области расположена в 19 километрах (по автотрассе в 25 километрах) к северо-западу от города Тавда, на левом берегу реки Ошмарка (правый приток реки Тавда, в 2 километрах выше устья. Через деревню проходит автотрасса Тавда – Таборы.

## Население
| 2002 | 2010 | 2021 |
| ---- | ---- | ---- |
| 108  | ↘81  | ↘36  |